# 信仰的捍衛者 (頭銜)
信仰捍卫者（拉丁語： 或是陰性的）是一个君王的頭銜，自 16 世纪初以来常被用來授予许多英格兰、苏格兰國君主以及后来的聯合王國君主的頭銜。 這個頭銜後來也被其他君主和国家元首使用。

## 在苏格兰、英格兰和英国的用法

### 历史

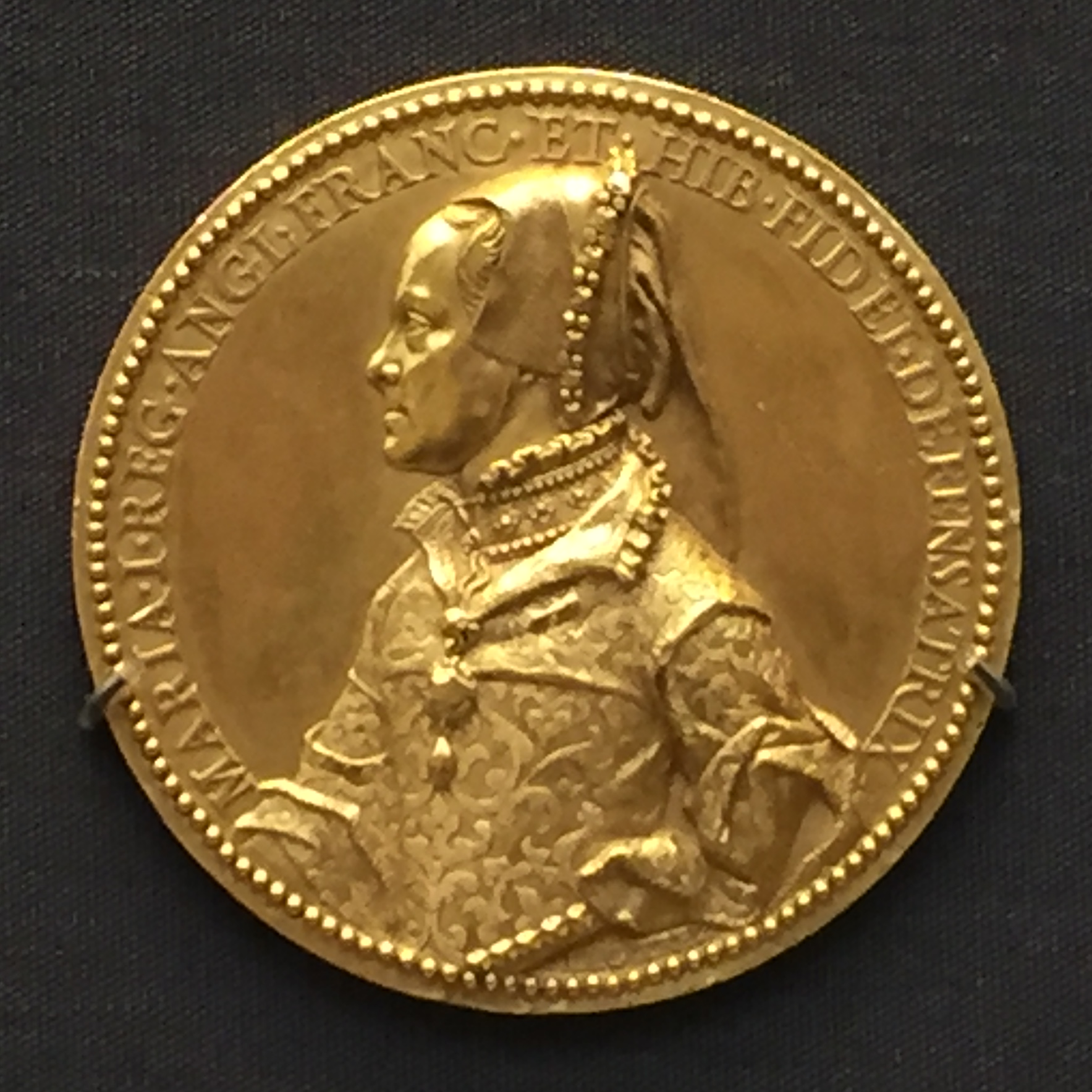
玛丽一世女王勋章，上面刻有“Maria I Reg. Angl. Franc. et Hib. Fidei Defensatrix”字样

该稱號最早使用於1507年，当时苏格兰国王詹姆斯四世被教皇朱利叶斯二世授予“基督教信仰的保护者和捍卫者”的称号。教皇使节罗伯特·贝伦登在荷里路德修道院举行了盛大仪式将这一称号授予詹姆斯四世。  
自 1521 年 10 月 11 日教皇利奥十世授予国王亨利八世以来，“信仰的捍卫者”一直是英国和后来的英国君主的附属头衔之一。  
直至1530年，亨利八世决定与罗马天主教會决裂，自立英國國教並成為其领袖，而这一头衔因而被教皇保罗三世撤销，他也被逐出教会。然而，在 1543 年英格兰议会（通过一项名为“国王頭銜法案”的法案）授予国王亨利八世及其继任者為聖公會信仰的捍衛者，並授予新的頭銜：“亨利八世蒙上帝恩典，英格蘭、法國和愛爾蘭國王，信仰和英格蘭教會以及愛爾蘭在地球的捍衛者最高元首”。随后的所有君主（除了天主教玛丽一世女王）都成为宗教的最高領袖。
1537 年 1 月 19 日，教宗保祿三世授予蘇格蘭國王詹姆斯五世「信仰捍衛者」的稱號，象徵著教宗希望蘇格蘭國王能抵制其叔叔亨利八世所走的道路。  然而这个头衔和詹姆斯四世的“基督教信仰的保护者和捍卫者”都没有成为苏格兰君主的完整頭銜的一部分。
在护国公期間（1653-59），共和制度下的國家元首奥利弗·克伦威尔和理查德·克伦威尔則比君主制時期更明显地偏向新教制度，尽管使用了蒙上帝恩典，但并未采用“信仰捍卫者”的頭銜。这項頭銜在君主制复辟后被重新引入，并沿用至今。

### 现代用法

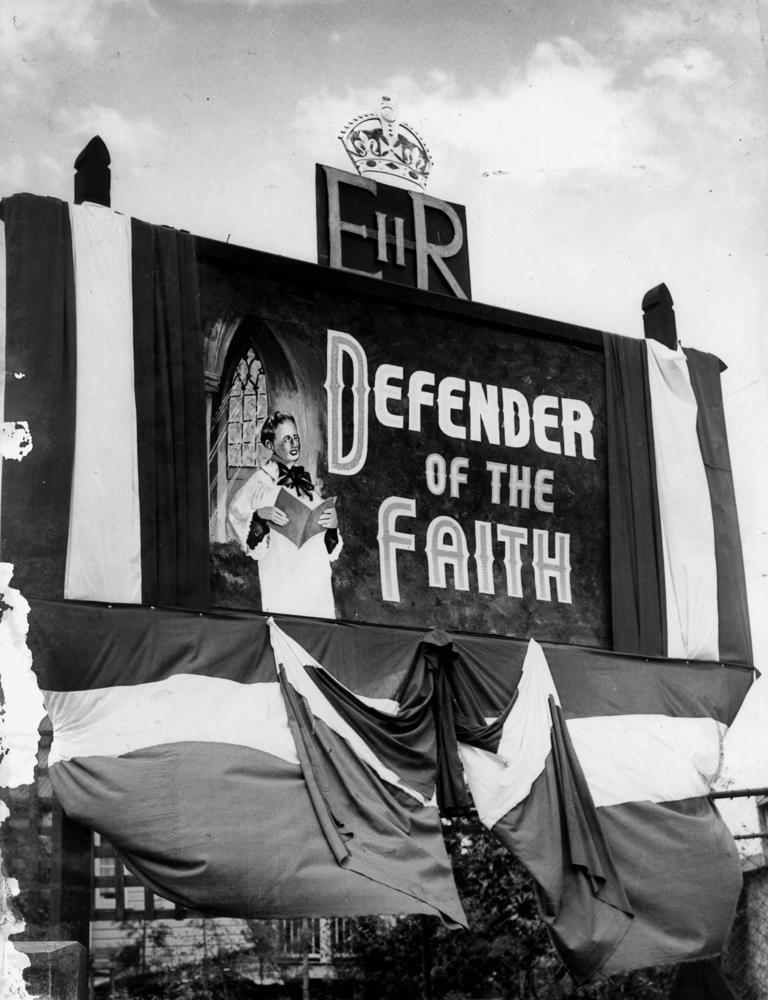
南布里斯班秃鹰街教堂为皇室访问而装饰，1954 年

作为联合王国国王，查理三世被称为"查理三世，蒙上帝恩典，大不列顛及北愛爾蘭聯合王國及其其他王國和領土的國王、英聯邦元首、信仰的捍衛者"。其中“信仰的捍卫者”这一头衔反映了英國君主作为英格兰教会最高统治者的地位。最初的拉丁短语在所有现行英国硬币上均以缩写FD或FID DEF表示。 1714 年，乔治一世国王统治时期，这种符号首次被添加到英国硬币上。 1849 年，英国皇家铸币厂决定从“无神弗罗林”硬币中省略这一部分以及君主风格的某些其他部分，引起了丑闻，以至于该硬币被更换。 
在大多数英联邦国家，这稱呼并没有出现在君主的完整頭銜中，尽管最初的“ 蒙上帝恩典 ”有被保留。例如，在澳大利亚，查尔斯国王目前被称为“蒙上帝恩典，澳大利亚及其其他王国和领土的国王，英联邦元首”。他仅在新西兰和英国被称为“信仰的捍卫者”。加拿大最初选择加入这句頭銜的原因并不是因为主权者被视为国教的保护者（加拿大没有國教），而是因为主权者被加拿大视为大眾信仰的捍卫者。 1953 年，加拿大總理路易斯·圣洛朗在下议院发表演讲时表示：
現在有更微妙的問題是關於保留「信仰的捍衛者」一詞這件事。在英國有一個已建立的教會。而在我們的國家（指英聯邦中的其他君主國）則沒有建立教會，但在我們的國家（加拿大），有人相信全能的天意對人類事務的指導，我們認為這是一件好事民政當局會宣稱，他們的組織是為了捍衛對最高權力的持續信仰，最高權力命令人類的事務，並且任何相信至高無上的人都不可能提出合理的反對意見主權者，民事當局的首腦，被描述為最高統治者信仰的信徒和捍衛者。——Louis St. Laurent
然而，加拿大硬币上使用的样式只是 DG Rex (  ，“承蒙上帝恩典，国王”）。
在澳大利亚，君主一直拥有“信仰捍卫者”的头衔，直到 1973 年才被正式取消。 （然而，“蒙上帝恩典”一词被保留。） 
在不同时期，英联邦的一些国家保留了这一头衔，直到它们正式成为共和国，例如 1953 年 5 月 29 日起的南非。其他国家在仍是英联邦的统治下时就放弃了这一称号：例如，巴基斯坦在 1953 年放弃了这一头衔，因为該國人口绝大多数为穆斯林，而君主却是基督教信仰的捍卫者。
2023 年春天，加拿大政府提出了一项法案，改变加拿大君主的头衔，删除了对英国的描述和“信仰捍卫者”一词。 该法案于 2023 年 6 月 22 日获得议会批准并获得御准； 然而，直到国王于 2024 年 1 月 8 日发布公告后，新的頭銜才开始生效
現今的加拿大君主頭銜是：
英語：Charles the Third, by the Grace of God King of Canada and His other Realms and Territories, Head of the Commonnweath.
法語：Charles Trois, par la grâce de Dieu, Roi du Canada et de ses autres royaumes et territoires, Chef du Commonwealth.
中文：查理三世，蒙上帝恩典，加拿大及其其他领地和领土的国王，英联邦的元首。 

## 法语中的用法

### 海地
1811年，海地的亨利一世宣布自己为国王，并授予自己“  ”的称号，并将其融入他的皇家頭銜中：  
蒙上帝恩典和国家宪法，海地国王，托尔图加、戈纳夫和其他邻近岛屿的君主，海地民族暴政的毁灭者、再生者和恩人，其道德、政治和军事制度的创造者，第一新世界加冕君主、信仰捍卫者、圣亨利皇家军事勋章创始人

### 加拿大
法语变体一直使用到 2024 年，作为加拿大君主頭銜的官方法语版本的一部分：“ ” 

## 其他地方
1684年，教皇英诺森十一世授予了""的荣誉称号給波兰国王扬三世·索别斯基以表揚其在维也纳战役中接管了基督教联军的最高指挥权並贏得勝仗，这场战役被认为是欧洲历史的转折点，阻止了欧洲被奥斯曼帝国征服。  
埃塞俄比亚皇帝海尔·塞拉西一世的头衔之一是“信仰的捍卫者”。  
授予马拉塔帝国第一位贾特拉帕蒂希瓦吉的头衔之一是，意思是印度教的捍卫者。 

## 相似的頭銜
其他国家的君主也从教皇那里获得了类似的头衔：
- 匈牙利：宗座陛下（授予约1000年）
- 法国：最忠誠的基督教陛下（授予约1380年)
- 西班牙：最忠誠的天主教陛下（授予于 1493 年）
- 德国： Defensor Ecclesiae （教会保护者；授予神圣罗马帝国皇帝）
- 葡萄牙：最忠誠的陛下（1748 年授予）

## 也可以看看
- 上帝的恩典
- 英国君主的頭銜
- 伊斯兰教中的（忠实者的指挥官）

## 筆記
1. ↑  The Kingdom of Haiti's constitution only gave the introductory legitimation and first title: .